# バランスWiiボード
バランスWiiボード（Wii Balance Board）は、任天堂のWii、Wii Uで使用可能な板状のゲームコントローラ。

## 概要
バランスWiiボードは、4つのストレインゲージ式フォースセンサが内蔵されており、ボードの上に乗って体全体を動かして操作する。体重約136キログラム（約300ポンド）以下対象になっており、それ以上の重さの人が乗ったり、ボード上でジャンプしたりすると壊れる危険があるため、画面に警告が出る。
『Wii Fit』と『Wii Fit Plus』に同梱されているのみだったが、2013年10月31日よりオンライン限定で単体販売が行われる（後述）。カラーは「シロ」、「クロ」。型番は「RVL-021」。
Wiiリモコンと同様に、本体との通信はBluetoothによる無線通信を利用する（4Pに接続される）。電源は単三乾電池4本を使用する。
バランスWiiボードは、計量法に定められた技術水準で製造されており、体重計として正式に認定されている（ボード裏や取扱説明書には家庭用計量器の検定証印を示す「正マーク」が付記されている）。ただし、バランスWiiボード自体には測定した体重を表示する画面がないため、前述の認定は体重表示をするためのWii専用ソフト（現在は『Wii Fit』および『Wii Fit Plus』のみ）とセットで用いることが条件となる。よって2013年9月時点まで、バランスWiiボードを販売する際は、体重表示に対応したWii専用ソフトを必ず付属して販売しなくてはならないこととなるため、バランスWiiボードのみの販売や、体重表示に対応していないソフトとバランスWiiボードをセットにした同梱版の販売はされていなかったが、「『Wii Fit U』キャンペーン版」の発表とともに、2013年10月31日より、オンライン限定で単体販売されることが発表された。
2010年時点で3200万台以上を出荷し、「世界で一番売れている体重計」としてギネス世界記録に認定されている。
バランスWiiボードの操作例
- 体重や体の傾きを測定する。
- 画面の指示通りに前後左右にバランスをとる。
- 体重移動により画面上のキャラクターをコントロールする。
- 乗り降りする。
- しゃがみ、立ち上がることでジャンプの動作を行う。

『Wii Fit』シリーズでは、バランスWiiボードを模したキャラクターの「ウィーボ」が登場する。声優は伊東みやこ。

## 対応ソフト
太字はバランスWiiボード専用ソフト。
- Wii Fit（任天堂）
- ファミリースキー（バンダイナムコゲームス）
- ジーワンジョッキーWii 2008（コーエー）
- テトリスパーティ（ハドソン）
- Wii Music（任天堂）
- Hula Wii フラで始める 美と健康!（マイルストーン）
- シェイプボクシング Wiiでエンジョイダイエット!（ロケットカンパニー）
- ファミリースキー ワールドスキー&スノーボード（バンダイナムコゲームス）
- オーバーターン（スタジオ斬）
- ラビッツ・パーティー TV Party（ユービーアイソフト）
- Board Warriors（ハドソン）
- スケート イット（英語版）（エレクトロニック・アーツ）
- リラックマ みんなでごゆるり生活（エム・ティー・オー）
- WINTER SPORTS 2009 - THE NEXT CHALLENGE（アークシステムワークス）
- パンチアウト!!（任天堂）
- EA SPORTS アクティブ パーソナルトレーナーWii 30日生活改善プログラム（英語版）（エレクトロニック・アーツ）
- コロリンパ2 アンソニーと金色ひまわりのタネ（ハドソン）
- Wii Fit Plus（任天堂）
- マリオ&ソニック AT バンクーバーオリンピック（セガ）
- ロックンロールクライマー（英語版）（任天堂）
- アイソメトリック＆カラテエクササイズ Wiiで骨盤Fitness（IEインスティテュート）
- 東京フレンドパークII 決定版 〜みんなで挑戦!体感アトラクション〜（スパイク）
- 直感!ばらんす★らびりんす（ゲームロフト）
- ダンスダンスレボリューション ミュージックフィット（コナミデジタルエンタテインメント）
- スーパーモンキーボール アスレチック（セガ）
- EA SPORTS アクティブ パーソナルトレーナーWii 6週間集中ひきしめプログラム（英語版）（エレクトロニック・アーツ）
- 世界の面白パーティゲーム（シムス）
- かたむきスピリッツ（マーベラスエンターテイメント）
- 世界の面白パーティゲーム2（シムス）
- テトリスパーティープレミアム（ハドソン）
- フィットネス パーティ（バンダイナムコゲームス）
- GO VACATION（バンダイナムコゲームス）
- Wii Street U powered by Google（任天堂）
- Wii Fit U（任天堂）

仕様
- 無線通信機能：Bluetooth Ver.2.0
- 体重表示：0 - 100kgまでは500g単位、100 - 136kgは1kg単位（体重表示は対応ソフトによりテレビ画面に表示）
- 計測精度：0 - 68kgは±800g、68 - 100kgは±1.2kg、100 - 136kgは±2.0kg
- 寸法（括弧内は梱包箱の寸法）
  - 縦 316mm（335mm）
  - 横 511mm（525mm）
  - 厚さ 53.2mm（80mm）
- 質量：約3.5キログラム（乾電池含まず）
- 電源：単三乾電池4本
  - 電池持続時間：約60時間（アルカリ乾電池使用時）